# F
Về album nhạc, xem {Pha thăng F♯}; A♯ ∞
F, f (gọi là ép hoặc ép-phờ) là chữ thứ sáu trong phần nhiều chữ cái dựa trên Latinh nhưng không được sử dụng trong tiếng Việt vì Quốc Ngữ dùng chữ ghép "ph", tuy nhiên có một số người Việt vẫn sử dụng chữ "f" để viết âm "phờ" trong tiếng Việt, ví dụ như chính chủ tịch Hồ Chí Minh khi viết di chúc đã viết chữ "f" thay vì viết "ph" (ông đã viết các từ "Đỗ Fủ" thay "Đỗ Phủ", "fòng khi" thay "phòng khi", "fục vụ" thay "phục vụ").
Người Etruscan là người phát minh ra chữ ghép này; chữ F một mình đọc như /w/ trong tiếng Etruscan cũng như tiếng Hy Lạp. Gốc của F là chữ wâw của tiếng Xê-mit, cũng đọc như /w/ và có lẽ có nghĩa đầu tiên là "cái móc, cái gậy".
- Trong bảng mã ASCII dùng ở máy tính, chữ F hoa có giá trị 70 và chữ f thường có giá trị 102.
- Trong âm nhạc, chữ F in hoa đồng nghĩa với nốt Fa.
- Chữ "f" viết thường trong âm nhạc hiện đạc là ký hiệu diễn tấu tốc độ riêng biệt của bản nhạc. Nghiên cứu đến hiện nay phân ra 3 dạng tốc độ la f;ff;fff.
- Trong hệ đo lường quốc tế:
  - "F"là ký hiệu của farad.
  - "f"được dùng cho tiền tố femtô – hay 10−15.
- Trong hoá học, F là ký hiệu cho nguyên tố fluor (Fluorine Z = 9).
- Trong hóa sinh học, F là ký hiệu cho phenylalanin.
- Trong vật lý học:
  - F là hằng số Faraday.
  - °F là ký hiệu cho nhiệt độ Fahrenheit.
  - đôi khi f được sử dụng như tham số của tần số.
  - Trong quang học, F thường được sử dụng như ký hiệu cho tiêu điểm của thấu kính còn f được sử dụng như tiêu cự của thấu kính đó.
  - Trong nhiếp ảnh, f là tiêu cự và F là số F.
- Trong tin học, ngôn ngữ lập trình F là một bộ phận của Fortran 95, có mục đích sử dụng trong giáo dục và khoa học.
- Trong toán học:
  - F được sử dụng trong các hệ đếm cơ số từ 16 trở lên để biểu diễn giá trị số 15. Xem thêm hệ thập lục phân.
  - Chữ f nhỏ với móc (Unicode U+0192, ƒ), hay chữ f thường viết nghiêng, là ký hiệu toán học của hàm số.
  - Trong các mệnh đề lôgic F là ký hiệu của sai (false).
- Trong tài chính-kinh tế: Chữ f nhỏ với móc (Unicode U+0192, ƒ) hay chữ f thường viết nghiêng, là ký hiệu tiền tệ của đồng fluorrin Hà Lan (hiện nay không sử dụng).
- Trong in ấn, f. là viết tắt của folio (trang trong sách), mặc dù thông thường người ta dùng ff. nhiều hơn.
- Theo mã số xe quốc tế, F được dùng cho Pháp (France).
- F được gọi là Foxtrot trong bảng chữ cái âm học NATO.
- Trong bảng chữ cái Hy Lạp, F tương đương với Φ và f tương đương với φ.
- Trong bảng chữ cái Cyrill, F tương đương với Ф và f tương đương với ф.
- Trên các mạng xã hội và tương tự, F dùng để bày tỏ lòng kính trọng, tiếc thương. “Press F to pay respect”

| Bảng chữ cái Latinh                                                                         | Bảng chữ cái Latinh       | Bảng chữ cái Latinh       | Bảng chữ cái Latinh       | Bảng chữ cái Latinh       | Bảng chữ cái Latinh       | Bảng chữ cái Latinh       | Bảng chữ cái Latinh       | Bảng chữ cái Latinh       | Bảng chữ cái Latinh       | Bảng chữ cái Latinh       | Bảng chữ cái Latinh       | Bảng chữ cái Latinh       | Bảng chữ cái Latinh       | Bảng chữ cái Latinh       | Bảng chữ cái Latinh       | Bảng chữ cái Latinh       | Bảng chữ cái Latinh       | Bảng chữ cái Latinh       | Bảng chữ cái Latinh       | Bảng chữ cái Latinh       | Bảng chữ cái Latinh       | Bảng chữ cái Latinh       | Bảng chữ cái Latinh       | Bảng chữ cái Latinh       | Bảng chữ cái Latinh       | Bảng chữ cái Latinh       | Bảng chữ cái Latinh       | Bảng chữ cái Latinh       | Bảng chữ cái Latinh       | Bảng chữ cái Latinh       | Bảng chữ cái Latinh       | Bảng chữ cái Latinh       |
| Bảng chữ cái chữ Quốc ngữ                                                                   | Bảng chữ cái chữ Quốc ngữ | Bảng chữ cái chữ Quốc ngữ | Bảng chữ cái chữ Quốc ngữ | Bảng chữ cái chữ Quốc ngữ | Bảng chữ cái chữ Quốc ngữ | Bảng chữ cái chữ Quốc ngữ | Bảng chữ cái chữ Quốc ngữ | Bảng chữ cái chữ Quốc ngữ | Bảng chữ cái chữ Quốc ngữ | Bảng chữ cái chữ Quốc ngữ | Bảng chữ cái chữ Quốc ngữ | Bảng chữ cái chữ Quốc ngữ | Bảng chữ cái chữ Quốc ngữ | Bảng chữ cái chữ Quốc ngữ | Bảng chữ cái chữ Quốc ngữ | Bảng chữ cái chữ Quốc ngữ | Bảng chữ cái chữ Quốc ngữ | Bảng chữ cái chữ Quốc ngữ | Bảng chữ cái chữ Quốc ngữ | Bảng chữ cái chữ Quốc ngữ | Bảng chữ cái chữ Quốc ngữ | Bảng chữ cái chữ Quốc ngữ | Bảng chữ cái chữ Quốc ngữ | Bảng chữ cái chữ Quốc ngữ | Bảng chữ cái chữ Quốc ngữ | Bảng chữ cái chữ Quốc ngữ | Bảng chữ cái chữ Quốc ngữ | Bảng chữ cái chữ Quốc ngữ | Bảng chữ cái chữ Quốc ngữ | Bảng chữ cái chữ Quốc ngữ | Bảng chữ cái chữ Quốc ngữ | Bảng chữ cái chữ Quốc ngữ |
| ------------------------------------------------------------------------------------------- | ------------------------- | ------------------------- | ------------------------- | ------------------------- | ------------------------- | ------------------------- | ------------------------- | ------------------------- | ------------------------- | ------------------------- | ------------------------- | ------------------------- | ------------------------- | ------------------------- | ------------------------- | ------------------------- | ------------------------- | ------------------------- | ------------------------- | ------------------------- | ------------------------- | ------------------------- | ------------------------- | ------------------------- | ------------------------- | ------------------------- | ------------------------- | ------------------------- | ------------------------- | ------------------------- | ------------------------- | ------------------------- |
| Aa                                                                                          | Ăă                        | Ââ                        | Bb                        | Cc                        | Dd                        | Đđ                        | Ee                        | Êê                        |                           | Gg                        | Hh                        | Ii                        |                           | Kk                        | Ll                        | Mm                        | Nn                        | Oo                        | Ôô                        | Ơơ                        | Pp                        | Qq                        | Rr                        | Ss                        | Tt                        | Uu                        | Ưư                        | Vv                        |                           | Xx                        | Yy                        |                           |
| Bảng chữ cái Latinh cơ bản của ISO                                                          |                           |                           |                           |                           |                           |                           |                           |                           |                           |                           |                           |                           |                           |                           |                           |                           |                           |                           |                           |                           |                           |                           |                           |                           |                           |                           |                           |                           |                           |                           |                           |                           |
| Aa                                                                                          |                           |                           | Bb                        | Cc                        | Dd                        |                           | Ee                        |                           | Ff                        | Gg                        | Hh                        | Ii                        | Jj                        | Kk                        | Ll                        | Mm                        | Nn                        | Oo                        |                           |                           | Pp                        | Qq                        | Rr                        | Ss                        | Tt                        | Uu                        |                           | Vv                        | Ww                        | Xx                        | Yy                        | Zz                        |
| Chữ F với các dấu phụ                                                                       |                           |                           |                           |                           |                           |                           |                           |                           |                           |                           |                           |                           |                           |                           |                           |                           |                           |                           |                           |                           |                           |                           |                           |                           |                           |                           |                           |                           |                           |                           |                           |                           |
| Ḟḟ                                                                                          | Ƒƒ                        | ᵮ                         | ᶂ                         |                           |                           |                           |                           |                           |                           |                           |                           |                           |                           |                           |                           |                           |                           |                           |                           |                           |                           |                           |                           |                           |                           |                           |                           |                           |                           |                           |                           |                           |
| Ghép hai chữ cái                                                                            |                           |                           |                           |                           |                           |                           |                           |                           |                           |                           |                           |                           |                           |                           |                           |                           |                           |                           |                           |                           |                           |                           |                           |                           |                           |                           |                           |                           |                           |                           |                           |                           |
| Fa                                                                                          | Fă                        | Fâ                        | Fb                        | Fc                        | Fd                        | Fđ                        | Fe                        | Fê                        | Ff                        | Fg                        | Fh                        | Fi                        | Fj                        | Fk                        | Fl                        | Fm                        | Fn                        | Fo                        | Fô                        | Fơ                        | Fp                        | Fq                        | Fr                        | Fs                        | Ft                        | Fu                        | Fư                        | Fv                        | Fw                        | Fx                        | Fy                        | Fz                        |
| FA                                                                                          | FĂ                        | FÂ                        | FB                        | FC                        | FD                        | FĐ                        | FE                        | FÊ                        | FF                        | FG                        | FH                        | FI                        | FJ                        | FK                        | FL                        | FM                        | FN                        | FO                        | FÔ                        | FƠ                        | FP                        | FQ                        | FR                        | FS                        | FT                        | FU                        | FƯ                        | FV                        | FW                        | FX                        | FY                        | FZ                        |
| aF                                                                                          | ăF                        | âF                        | bF                        | cF                        | dF                        | đF                        | eF                        | êF                        | fF                        | gF                        | hF                        | iF                        | jF                        | kF                        | lF                        | mF                        | nF                        | oF                        | ôF                        | ơF                        | pF                        | qF                        | rF                        | sF                        | tF                        | uF                        | ưF                        | vF                        | wF                        | xF                        | yF                        | zF                        |
| AF                                                                                          | ĂF                        | ÂF                        | BF                        | CF                        | DF                        | ĐF                        | EF                        | ÊF                        | FF                        | GF                        | HF                        | IF                        | JF                        | KF                        | LF                        | MF                        | NF                        | OF                        | ÔF                        | ƠF                        | PF                        | QF                        | RF                        | SF                        | TF                        | UF                        | ƯF                        | VF                        | WF                        | XF                        | YF                        | ZF                        |
| Ghép chữ F với số hoặc số với chữ F                                                         |                           |                           |                           |                           |                           |                           |                           |                           |                           |                           |                           |                           |                           |                           |                           |                           |                           |                           |                           |                           |                           |                           |                           |                           |                           |                           |                           |                           |                           |                           |                           |                           |
|                                                                                             |                           |                           |                           | F0                        | F1                        | F2                        | F3                        | F4                        | F5                        | F6                        | F7                        | F8                        | F9                        |                           |                           |                           |                           |                           | 0F                        | 1F                        | 2F                        | 3F                        | 4F                        | 5F                        | 6F                        | 7F                        | 8F                        | 9F                        |                           |                           |                           |                           |
| Xem thêm                                                                                    |                           |                           |                           |                           |                           |                           |                           |                           |                           |                           |                           |                           |                           |                           |                           |                           |                           |                           |                           |                           |                           |                           |                           |                           |                           |                           |                           |                           |                           |                           |                           |                           |
| Biến thể Chữ số Cổ tự học Danh sách các chữ cái Dấu câu Dấu phụ ISO/IEC 646 Lịch sử Unicode |                           |                           |                           |                           |                           |                           |                           |                           |                           |                           |                           |                           |                           |                           |                           |                           |                           |                           |                           |                           |                           |                           |                           |                           |                           |                           |                           |                           |                           |                           |                           |                           |

{\displaystyle }